# Долиняни (Івано-Франківський район)
Долиня́ни — село в Україні, у Рогатинській міській громаді Івано-Франківського району Івано-Франківської області України.

## Історія
У 1939 році в селі проживало 2000 мешканців (1850 українців, 80 латинників, 70 євреїв).
За даними облуправління МГБ у 1949 р. в Рогатинському районі підпілля ОУН найактивнішим було в селах Долиняни і Путятинці.
12 червня 2020 року, відповідно до Розпорядження Кабінету Міністрів України  № 714-р «Про визначення адміністративних центрів та затвердження територій територіальних громад Івано-Франківської області», увійшло до складу Рогатинської міської громади.
19 липня 2020 року, в результаті адміністративно-територіальної реформи та ліквідації Рогатинського району, село увійшло до складу новоутвореного Івано-Франківського району.

## Відомі уродженці
- Капко Ярослав Теодозійович (1907—1979) — педагог, член Міжнародної астрономічної ради, член Комісії дослідження змінних зірок Астрономічної ради Академії наук СРСР.
- Степан Комар (1889—1964) — священник УГКЦ, капелан УГА, в'язень австрійських та радянських таборів.
- Парпан Василь Іванович (1945) — український лісівник, доктор біологічних наук, професор Прикарпатського національного університету імені Василя Стефаника, директор НДІ гірського лісівництва імені П. С. Пастернака, керівник Західного відділення Лісівничої академії наук України (ЛАНУ)[6].
- Скоморовський Келестин (1820—1866) — український письменник, греко-католицький священик, поет, мовознавець, перекладач.